# Kakushi toride no san akunin
Kakushi toride no san akunin (隠し砦の三悪人, La fortalesa amagada, lit. "Els tres malvats de la fortalesa amagada") és una pel·lícula d'aventures jidaigeki de l'any 1958 dirigida per Akira Kurosawa. És protagonitzada per Toshirō Mifune en el paper del general Makabe Rokurōta (真壁 六郎太) i Misa Uehara com la Princesa Yuki.
És una altra pel·lícula de Kurosawa amb molt bona valoració per part de la crítica. George Lucas ha reconegut que va ser un referent per a la seva pel·lícula Star Wars episodi IV: Una nova esperança. Va guanyar el Ós de Plata a la millor direcció en el 9è Festival Internacional de Cinema de Berlín de 1959.

## Argument
La pel·lícula comença amb dos camperols esparracats, Tahei i Matashichi (Minoru Chiaki i Kamatari Fujiwara). A través de la conversa, revelen que tenien la intenció de lluitar al costat del clan Yamana, però resulta que van arribar massa tarda, van ser fets presoners per soldats del derrotat clan Akizuki i obligats a enterrar als morts. Després de barallar-se i separar-se, els dos són capturats un altre cop i obligats a excavar a la recerca d'or al castell Akizuki juntament amb altres presoners.
Després d'una insurrecció, Tahei i Matashichi s'escapen. Prop d'un riu troben or marcat amb el blasó del clan Akizuki. A partir de llavors viatgen amb el general del clan Akizuki derrotat, Makabe Rokurōta (Toshirō Mifune), mentre escorten la princesa Yuki Akizuki (Misa Uehara) i el que queda de l'or de la seva família, cap a un territori secret. Amb la finalitat de mantenir la seva identitat amagada, Yuki es fa passar per muda.
Durant la missió, els camperols en certs moments impedeixen que altres robin l'or i en altres, ells intenten robar-lo. Més tard se'ls uneix la filla d'un granger (Toshiko Higuchi), que la compren a un traficant d'esclaus. Finalment, són capturats i retinguts pel rival de Rokurōta, qui més tard inesperadament s'alia amb la princesa i Rokurōta. Finalment, Rokurōta explica la veritable identitat de Yuki i afirma que tot l'or s'ha utilitzat per restaurar el domini de la seva família. Els camperols llavors són despatxats i marxen amb un únic ryō. En l'escena final, Tahei li lliura a Matashichi però Matashichi permet a Tahei conservar-lo.

## Repartiment
- Toshirō Mifune - General Rokurōta Makabe
- Minoru Chiaki - Tahei
- Kamatari Fujiwara - Matashichi
- Susumu Fujita - General Hyoe Tadokoro
- Takashi Shimura - El vell general, Izumi Nagakura
- Misa Uehara - Princesa Yuki
- Eiko Miyoshi - Dama d'honor anciana
- Toshiko Higuchi - Pagesa comprada al mercader d'esclaus
- Iū Fujiki - Guàrdia de la barrera
- Yoshio Tsuchiya - Samurai a cavall
- Kokuten Kōdō - Ancià davant del senyal

## Producció
Aquesta va ser la primera pel·lícula de Kurosawa filmada en un format de pantalla ampla, TohoScope, que va continuar utilitzant durant els anys següents. En termes de taquilla, La fortalesa amagada va ser la pel·lícula més reeixida de Kurosawa, fins a l'estrena de Yojimbo l'any 1961.

## Recepció
David Ehrenstein, a The Criterion Collection l'any 1987, la va descriure com "una de les millors pel·lícules d'acció i aventura de la història" i una pel·lícula de samurais "de ritme ràpid, enginyós i visualment impressionant". D'acord amb Ehrenstein:
"La batalla en els passos del Capítol 2 (anticipant el clímax de Ran) és tan visualment aclaparadora com qualsevol de les escenes similars a Intolerància de D. W. Griffith. L'ús de la composició en profunditat de l'escena de la fortalesa en el Capítol 4 és igualment tan cridanera com el millor de Eisenstein o David Lean. Les demostracions musculars de Toshiro Mifune, de proeses heroiques en l'escena de càrrega a cavall (Capítol 11) i el clímax escrupolosament coreografiat de la lluita d'espases que li segueix (Capítol 12) està dins la millor tradició de Douglas Fairbanks. En general, hi ha una sensació de "cinematografia" pura en La fortalesa amagada que la situa clarament en les files d'aquests grans de l'aventura com són Gunga Din, El lladre de Bagdad i el díptic cèlebre de Fritz Lang, El tigre de Esnapur i La tomba índia.
Escrivint per The Criterion Collection l'any 2001, Armond White va esmentar que "La fortalesa amagada té un lloc en la història del cinema comparable a La diligència de John Ford: estableix la trama i els personatges d'una història èpica sobre el camí de l'acte-descobriment i l'acció heroica. En un estil ara ja familiar, Rokurōta i la princesa Yuki condueixen el seu camí cap a territori aliat, acompanyat d'un duo còmic cobejós que es veuen sorpresos per la seva pròpia bona fortuna. Kurosawa sempre equilibra el valor i la cobdícia, la serietat i l'humor, tot representant les desgràcies de la guerra".
El 2002, després de la reestrena de la pel·lícula al Regne Unit, Jamie Russell, que realitzà una critica per a la BBC, va dir que "sense esforç entrellaça l'acció, el drama i la comèdia", i la va qualificar d'"un entreteniment humorístic i una meravellosa peça de cinema".

## Influència
George Lucas ha reconegut la forta influència d'una part de la fortalesa amagada en la seva pel·lícula Star Wars, particularment en la tècnica d'explicar la història des de la perspectiva dels personatges més humils de la pel·lícula, C-3PO i R2-D2. El tractament original de Lucas per a Star Wars també tenia una forta similitud amb la trama de la fortalesa amagada, que seria reutilitzat a The Phantom Menace.